# Radio Marseillette
Radio Marseillette est une station de radio locale de catégorie A créée le 1er mai 1984. Elle est située dans l'Aude. Sa programmation est musicale.

## Historique
Radio Marseillette est créée lors du mouvement des radios libres dans les années 1980 et est aujourd'hui l'une des rares radios à avoir conservé le statut de radio associative en fonctionnant autour d'une quinzaine de bénévoles.
Ses programmes sont orientés sur des reportages et émissions de thèmes régionaux tel que « Quand l'Aude se met à table », des infos locales et de séquences musicales.
Elle est également connue pour ses retransmissions de rencontres de Championnat de France de rugby à XIII ou des rencontres des Dragons catalans de Super League,. Un auteur de la littérature sportive la considère même « comme la voix du XIII au cœur du  Minervois »(p. 217).

## Animation
La station fut marquée par l'animation de Bernard Roques (p. 218). Ce dernier décède en 2015 à l'âge de 65 ans. En reconnaissance de son travail en faveur du rugby à XIII, le Président de la FFR XIII, Marc Palanques, a déposé une plaque en son honneur le jour de ses funérailles. Un tournoi junior est également créé, et un trophée en son nom pour récompenser celui des clubs audois qui obtient le plus de point au cours de la saison. 
En 1994, Denis Arcas, ancien joueur de rugby, intègre le staff sportif de la radio et commente depuis les matchs de rugby à XIII.

## Positionnement et couverture
La radio locale émet dans un rayon qui va à l'ouest de Villefranche-de-Lauragais, la Montagne Noire, Béziers à l'est et Limoux au sud, possédant deux émetteurs dans l'Aude.
| Ville/Commune | Département | Région    |
| ------------- | ----------- | --------- |
| Carcassonne   | Aude        | Occitanie |
| Marseillette  | Aude        | Occitanie |

Ses émissions sont également disponibles sur internet en podcast ou en direct.